# Fargesia fungosa
Fargesia fungosa är en gräsart som beskrevs av Tong Pei Yi. Fargesia fungosa ingår i släktet bergbambusläktet, och familjen gräs. Inga underarter finns listade i Catalogue of Life.